# Адаптивна оптика
Адаптивна оптика је систем помоћу којег се изобличење слике у телескопу, настало због турбуленција у атмосфери, поништава у реалном времену. Пошто оптички сензори измере изобличење светлости која потиче од праве или ласером створене „вештачке“ звезде, механички систем помера деформабилно огледало и тако компензује утицај атмосфере. Уз помоћ адаптивне оптике могуће је снимити фотографије неба скоро једнаког квалитета као да атмосфере и нема. Тиме се постиже да телескопи на Земљи имају скоро исте, па и веће могућности од свемирских телескопа.